# Côtes-de-bergerac
Pour les articles homonymes, voir Bergerac.
Le côtes-de-bergerac est un vin produit dans le vignoble du Sud-Ouest de la France et uniquement dans le département de la Dordogne. C'est une appellation locale au sein de l'AOC bergerac qui bénéficie d'une appellation d'origine contrôlée spécifique.

## Histoire

### Moyen Âge
Au XIIIe siècle, Bergerac fut un centre important de commercialisation des vins produits dans sa région. Dans les statuts de la ville, il est alors fait défense à toutes « personnes de vendre du vin, du drap et du sel dans l'intérieur de la ville, à moins d'avoir été reçu bourgeois ». De même il était interdit de « faire entrer des vins dans la ville s'ils n'ont été récoltés dans les vignes qui font partie de la Vinée ». Cette Vinée se situait sur la rive droite de la Dordogne et regroupait sept paroisses.
À la suite de la guerre de Cent Ans et de ses troubles, la cité de Bergerac s'approprie les vignobles du sud de la Dordogne. Ce qui permit aux bourgeois de la ville, le 4 septembre 1495, d'étendre la Vinée aux vignobles de sept nouvelles paroisses.

### Période moderne

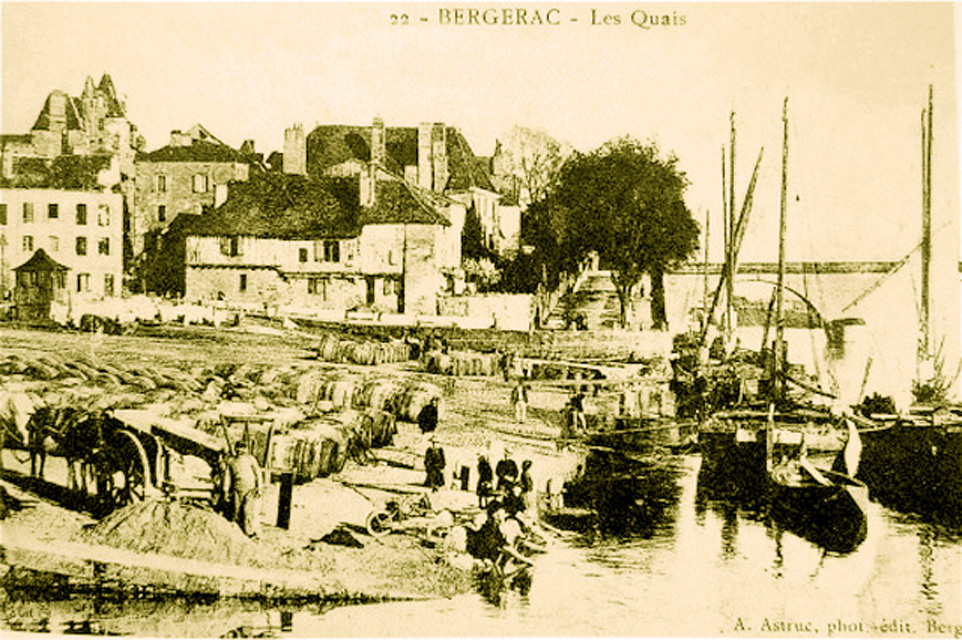
Gabares et tonneaux sur le quai de Bergerac

Au XVIe siècle, les guerres de Religion divisèrent en deux le Périgord. La partie septentrionale, avec Périgueux resta catholique, la partie méridionale avec Bergerac passa à la religion réformée. En 1685, la révocation de l'édit de Nantes contraignit les huguenots à s'expatrier vers les Pays-Bas. Dès lors, un commerce s'instaura entre Bergerac et les négociants hollandais, spécialement pour les vins blancs.
Jusqu'à la période contemporaine, le commerce des vins était étroitement lié aux conditions de navigation sur la Dordogne qui facilitait la montée et la descente des gabarres.

### Période contemporaine

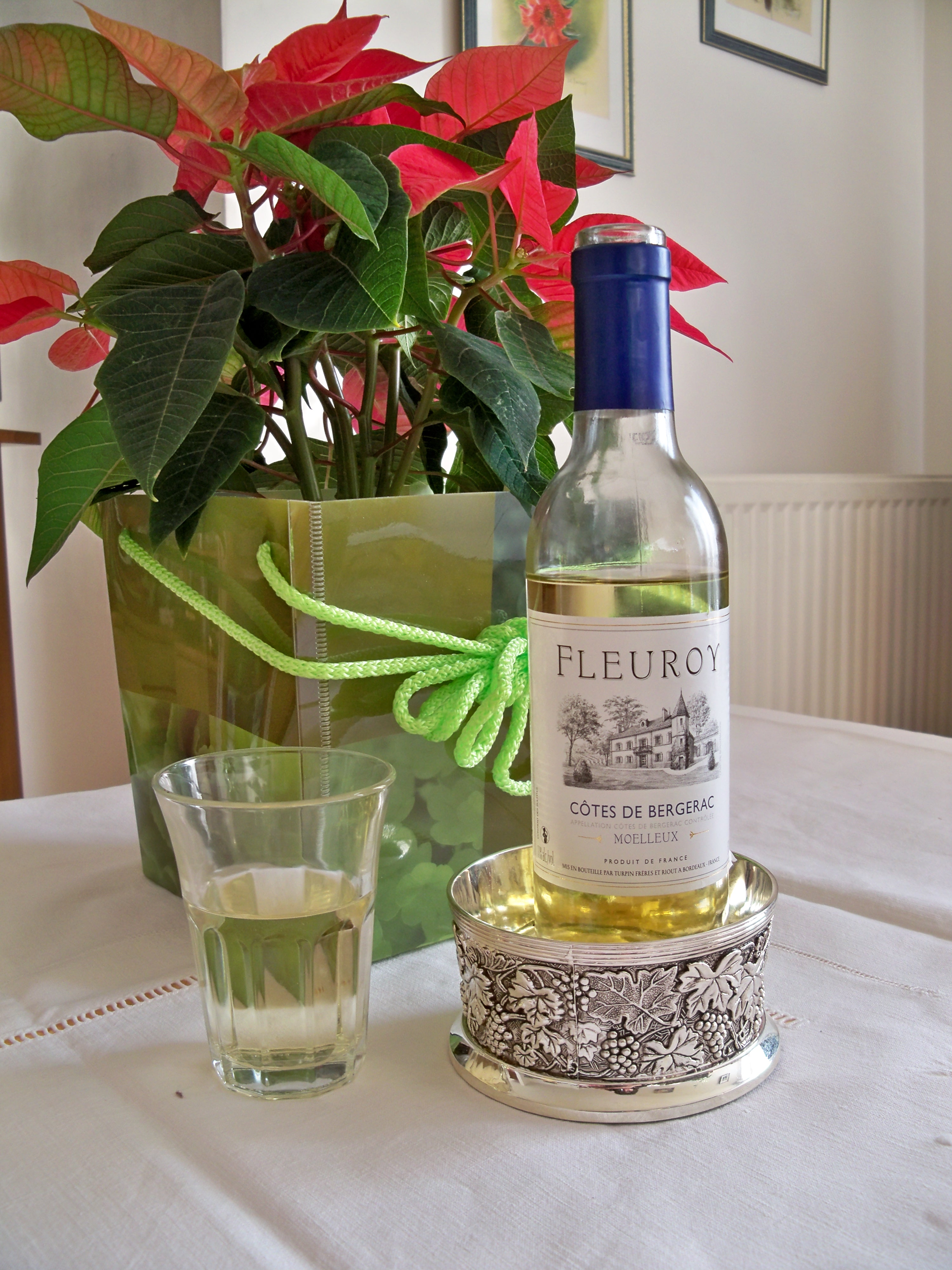
Côtes-de-bergerac blanc

Au début du XXe siècle, lors de la phase juridique de définition des appellations, un procès opposa le syndicat des vins de l'arrondissement de Bergerac et le syndicat agricole de Saint-Cyprien. Un jugement du tribunal de Bergerac en date du 29 juin 1923 décida que « tous les vins récoltés sur l'entier territoire de l'arrondissement de Bergerac ont droit à l'appellation d'origine Bergerac » et que « cette appellation sera réservée aux vins récoltés sur le dit territoire et qu'elle sera interdite à tous autres qu'aux vins récoltés dans les limites de ce territoire" ».
Le côtes-de-bergerac est protégé en France par une AOC (Appellation d'Origine Contrôlée), depuis le 15 juillet 1955, et dans la communauté européenne par le label AOP (Appellation d'Origine Protégée),. La production des côtes-de-bergerac, en 2010, concernait 1600 hectares.

## Étymologie
Le nom de Bergerac viendrait de Bragayrac, dérivé du gaulois braca fabricant de braies (pantalons amples des gaulois).

## Situation géographique
Le Côtes de Bergerac est un vin produit dans la région de Bergerac,. Cette région est appelée Périgord pourpre en raison de la présence du vignoble. L'AOC est implantée, au sud-ouest du département de la Dordogne, sur les mêmes terroirs que l'AOC Bergerac, qui couvre une superficie totale de 13 000 hectares.

### Orographie et géologie
Ce terroir viticole s'étend sur un sol argilo-calcaire,, traversé d'est en ouest par la Dordogne, ce terroir viticole est entrecoupé par de nombreuses vallées perpendiculaires à l'axe principal. Cette structure a dégagé des versants et des croupes bien exposés favorables à la viticulture. Tout au nord, les croupes accueillent le vignoble tandis qu'à l'ouest il s'étend sur les coteaux orientés plein sud.
Géologiquement ont distingue « les calcaires lacustres au sud-est qui donnent des sols bruns calcaires plus ou moins épais, les boulbènes au sud-ouest qui portent des sols lessivés assez limoneux et parfois battants, les sables et argiles à graviers du Périgord au nord qui portent des sols bruns lessivés acides avec apparition d'un horizon argileux imperméable en profondeur appelé Tran, les calcaires marins à l'ouest qui portent des sols bruns calcaires dans le prolongement du Saint-Emilionnais, et les graves du quaternaire qui portent des sols lessivés et acides sur les terrasses de la vallée de la Dordogne. ».

### Climat
| Mois                              | jan. | fév. | mars | avril | mai  | juin | jui. | août | sep. | oct. | nov. | déc. | année |
| --------------------------------- | ---- | ---- | ---- | ----- | ---- | ---- | ---- | ---- | ---- | ---- | ---- | ---- | ----- |
| Température minimale moyenne (°C) | 1,3  | 1,8  | 3    | 5,1   | 9,1  | 12,1 | 14,1 | 13,6 | 10,8 | 8,1  | 4    | 2,2  | 7,1   |
| Température maximale moyenne (°C) | 9,3  | 11,3 | 14,3 | 16,7  | 20,8 | 24,1 | 27,1 | 27,1 | 23,8 | 18,8 | 12,8 | 10,1 | 18,1  |
| Ensoleillement (h)                | 95   | 112  | 181  | 176   | 218  | 218  | 243  | 249  | 183  | 127  | 88   | 76   | 1 964 |
| Précipitations (mm)               | 52   | 63   | 42   | 80    | 68   | 73   | 53   | 66   | 79   | 71   | 80   | 82   | 808,2 |

Son terroir bénéficie d'un océanique tempéré,. 
Le nombre de jours de pluie est de 116, ceux de beau temps de 196 réparti entre 123 jours de faible ensoleillement et 73 jours de fort ensoleillement.
Les précipitations sont bien réparties durant la période de végétation de la vigne. Le mois d'avril est humide, favorisant la pousse de la vigne et éloignant les gelées printanières dévastatrices. L'été est chaud et relativement sec, conditions nécessaires à une bonne maturité. Les températures sont plus chaudes en été et plus froides en hiver que celles relevées sur la façade atlantique. Les mois les plus pluvieux sont ceux de décembre, janvier et mai avec une quantité de pluie moyenne annuelle de 750 mm. Quatre mois consécutifs de mai à août dépassent le seuil de 200 heures d'ensoleillement. C'est le soleil qui fournit l'énergie indispensable à la photosynthèse. Septembre et octobre conditionnent les grands millésimes. Le sec en septembre concentre les arômes du raisin et une humidité modérée en octobre favorise le développement de la pourriture noble indispensable à l'élaboration des grands vins liquoreux. Les pluies de novembre et décembre permettent de reconstituer les réserves en eau du sol.

## Vignoble

### Présentation

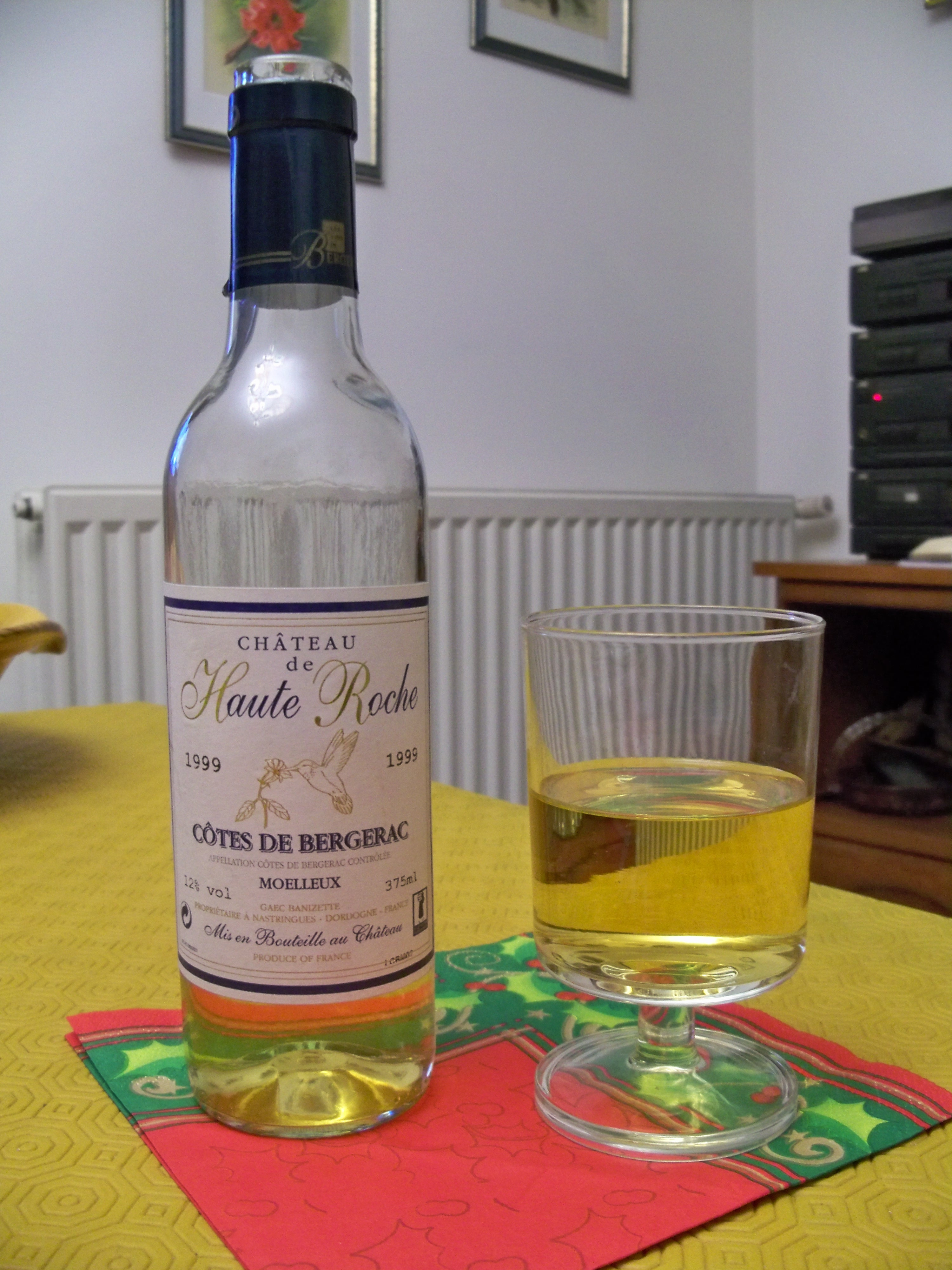
Côtes-de-bergerac moelleux, originaire de Nastringues

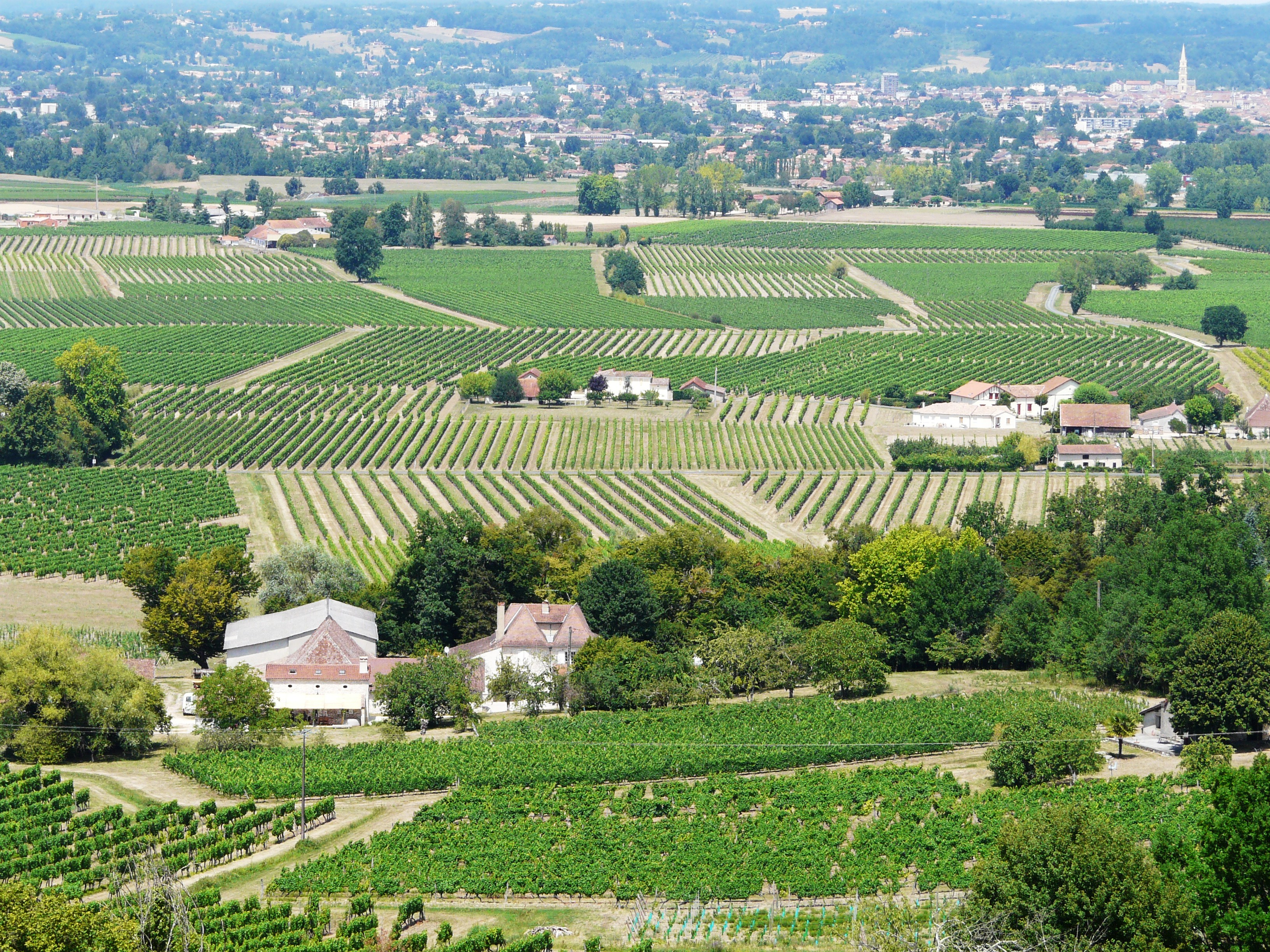
Vignoble au sud de Bergerac, le terroir des côtes-de-bergerac est au premier plan

Administrativement, ce vin ne peut être produit que dans le département de la Dordogne,. Sont concernées les communes de Baneuil, Bergerac, Boisse, Bonneville-et-Saint-Avit-de-Fumadières, Bouniagues, Campsegret, Carsac-de-Gurson, Colombier, Conne-de-Labarde, Cours-de-Pile, Creysse, Cunèges, Eymet, Faurilles, Flaugeac, Le Fleix, Fonroque, La Force, Fougueyrolles, Fraisse, Gageac-et-Rouillac, Gardonne, Ginestet, Issigeac, Lalinde, Lamonzie-Saint-Martin, Lamothe-Montravel, Lanquais, Les Lèches, Lembras, Lunas, Maurens, Mescoules, Minzac, Monbazillac, Monestier, Monfaucon, Monmadalès, Monmarvès, Monsaguel, Montazeau, Montcaret, Montpeyroux, Mouleydier, Moulin-Neuf, Nastringues, Naussannes, Nojals-et-Clotte, Plaisance, Pomport, Port-Sainte-Foy-et-Ponchapt, Prigonrieux, Queyssac, Rampieux, Razac-d'Eymet, Razac-de-Saussignac, Ribagnac, Rouffignac-de-Sigoulès, Sadillac, Saint-Agne, Saint-Antoine-de-Breuilh, Saint-Aubin-de-Cadelech, Saint-Aubin-de-Lanquais, Saint-Capraise-d'Eymet, Saint-Cernin-de-Labarde, Saint-Germain-et-Mons, Saint-Géry, Saint-Julien-d'Eymet, Saint-Laurent-des-Vignes, Saint-Léon-d'Issigeac, Saint-Martin-de-Gurçon, Saint-Méard-de-Gurçon, Saint-Michel-de-Montaigne, Saint-Nexans, Saint-Perdoux, Saint-Pierre-d'Eyraud, Saint-Rémy, Saint-Sauveur, Saint-Seurin-de-Prats, Saint-Vivien, Sainte-Eulalie-d'Eymet, Sainte-Innocence, Saussignac, Serres-et-Montguyard, Sigoulès, Singleyrac, Thénac, Vélines, Verdon et Villefranche-de-Lonchat.

### Encépagement
Les principaux cépages rouges sont merlot N, cot N, cabernet-franc N, cabernet-sauvignon N, mérille N,,.
Les blancs sont issus de l’assemblage des cépages : Sémillon B (le plus important), Sauvignon B, Sauvignon G et Muscadelle B,.

### Méthodes culturales et réglementaires

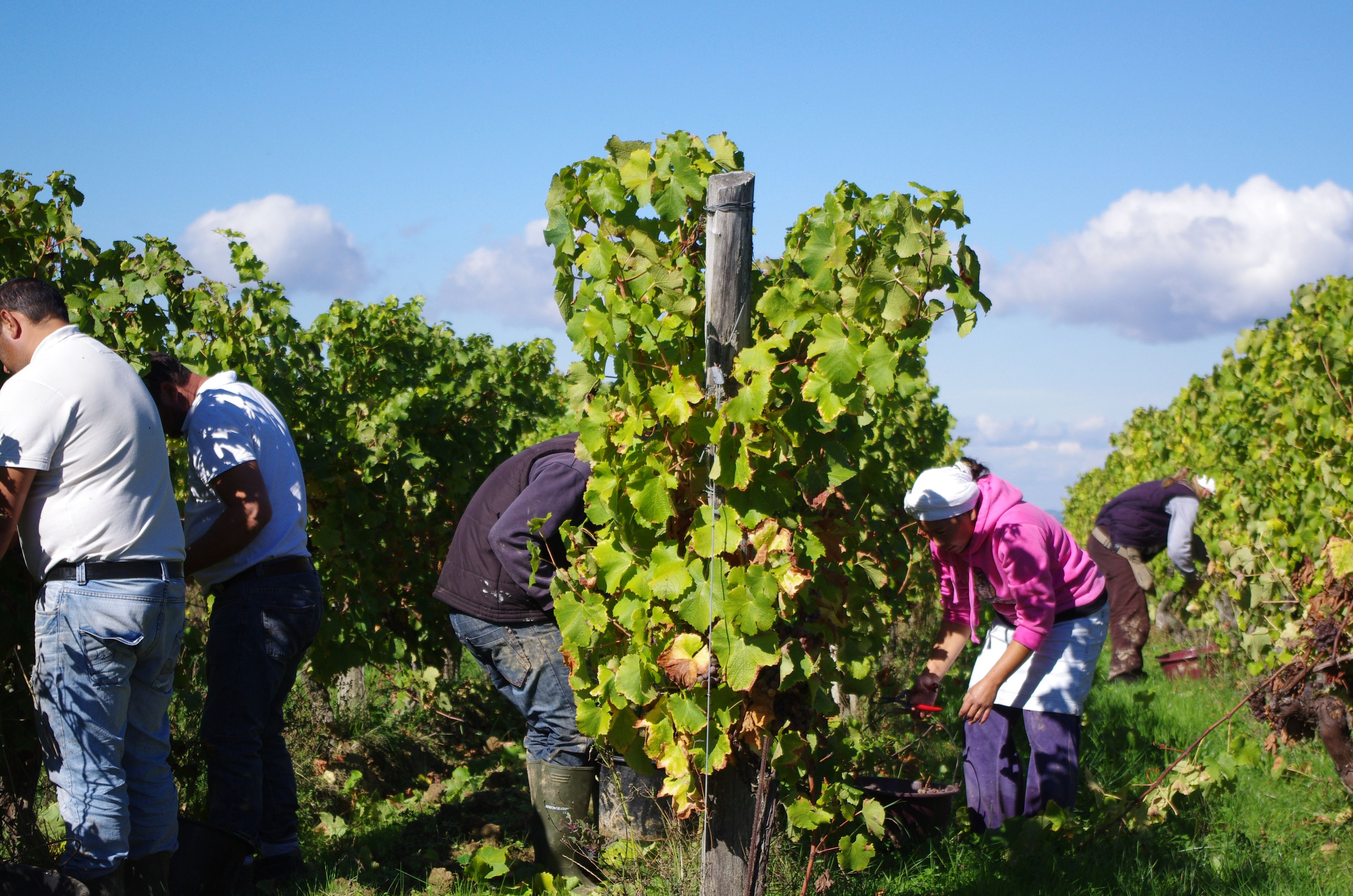
Vendanges manuelles en côtes-de-bergerac

Les vignes sont conduites soit en taille Guyot, soit en taille courte (cordon de Royat) ou en taille à cots. La charge maximale moyenne à la parcelle est fixée à 10 000 kilogrammes par hectare, pour les vins blancs et à 9 500 kilogrammes par hectare, pour les vins rouges.
La densité minimale de plantation est de 4 000 pieds/ha, avec des rendements de 50 hl/ha pour les vins blancs et rouges. Le côtes-de-bergerac rouge est vinifié en vin tranquille et sec. Les vins ne doivent pas dépasser, après enrichissement, un titre alcoométrique de 14,5 %.
Les conditions de récolte diffèrent pour les blancs moelleux. Les raisins sont ramassés manuellement et à surmaturité. La vendange est ensuite soumise à un tri permettant de sélectionner les plus belles baies avant la vinification. Ces vins sont plus ou moins doux, selon leur teneur en sucre.

### Vinification et élevage
Les rouges sont le plus souvent vieillis en fût. Ils doivent titrer de 11 à 13%vol, et sont assujettis à un moindre rendement que le Bergerac. Les demi-secs, quant à eux, doivent titrer de 12 à 14,5%vol et contenir de 5 à 17 grammes de sucre résiduel. Enfin, les moelleux sont des blancs titrant au minimum 12%vol et contenant de 18 à 54 grammes de sucre.

### Terroir et vins
Cette AOC a la même terroir que le bergerac (AOC). Elle se différencie de l'appellation régionale par ses conditions de récolte plus strictes qui permettent d'élaborer des vins riches, concentrés, charpentés, au potentiel de garde plus important. Au niveau de chaque domaine viticole, la production de vins est un choix pour élaborer un vin qui se distingue par son support tannique pour les vins rouges ou sa sucrosité pour les vins blancs.
Ce choix dépend des parcelles qui doivent présenter une faible fertilité du sol, une exposition permettant d'obtenir une maturité optimale ainsi que de l'âge des vignes pour un rendement maîtrisé. Les côtes-de-bergerac rouges sont donc des vins plus corsé que leur cousin, le Bergerac rouge, grâce à ses méthodes culturales et non à son aire géographique. Les côtes-de-bergerac blancs représentent l'essentiel de la production.

### Type de vins et gastronomie

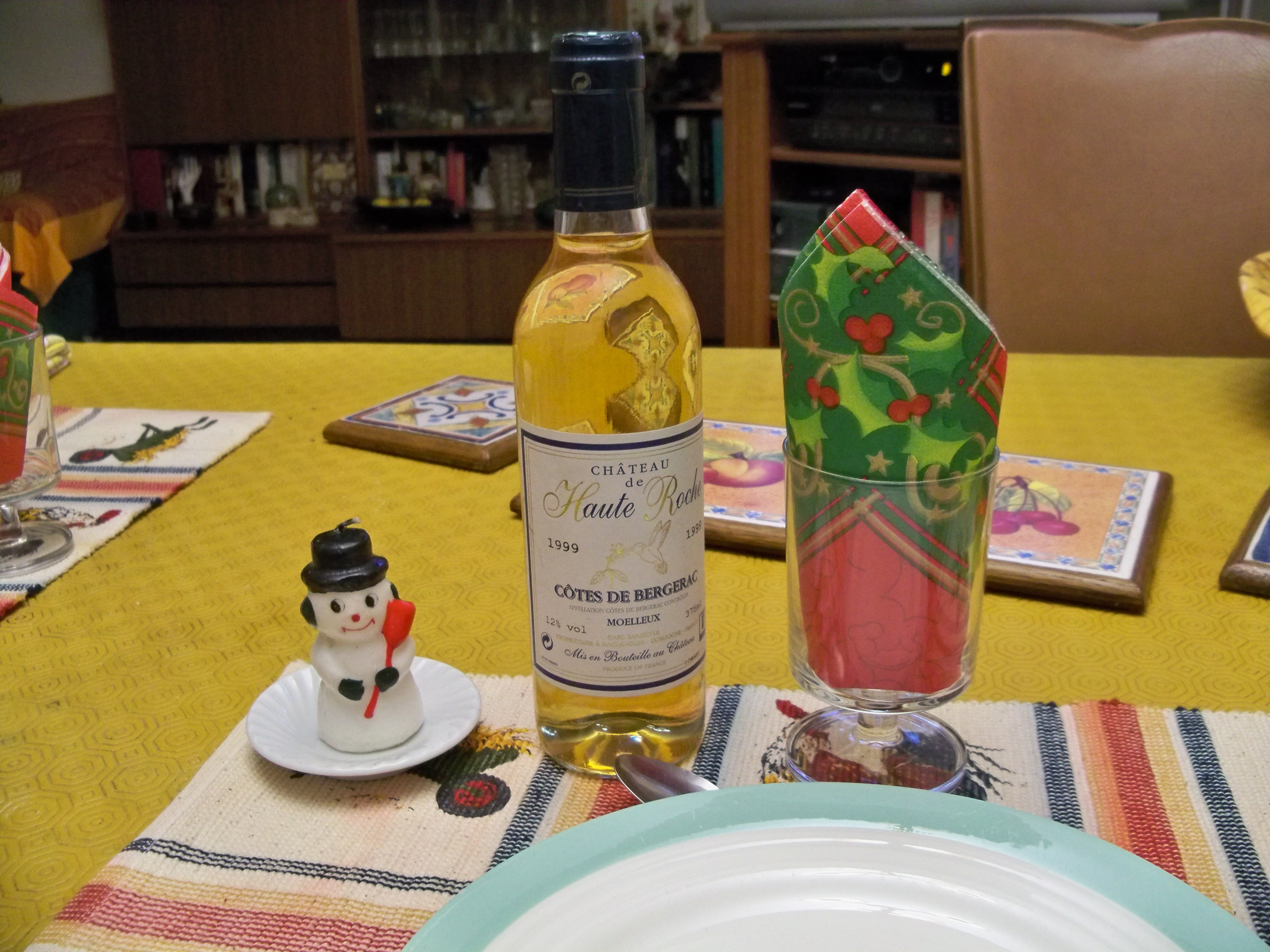
AOC côtes-du-bergerac moelleux produit au château de Haute-Roche

Les blancs se divisent en trois catégories : demi-sec, moelleux et doux, selon leur richesse en sucre. Ils s’apprécient jeunes mais prennent en vieillissant une ampleur remarquable. Les moelleux sont ronds, subtils et frais en bouche, et souvent appréciés pour leurs arômes de fruits confits et leur agréable robe couleur paille brillante. Produits à partir d’une dominance de cépage Sémillon, les Bergerac moelleux sont des vins alliant rondeur en bouche et fraîcheur aromatique. Ils se dégustent à l’apéritif, sur les poissons en sauce, sur les salades et sur certains fromages comme le Bleu des Causses, ou au dessert.
Les côtes de Bergerac rouge doivent leur couleur sombre à l'assemblage de leurs différents cépages. Structurés et complexes, ils présentent des arômes de fruits confits comme le pruneau. Leur potentiel tannique leur confère une excellente aptitude au vieillissement. Ils atteignent leur plein épanouissement vers 5/6 ans et peuvent tenir encore 5 à 10 ans selon les millésimes,.

### Structure des exploitations et commercialisation
C'est au cours du XXe siècle que furent créées les 10 caves coopératives regroupées actuellement en quatre pôles. La viticulture regroupe un peu plus de 1000 vignerons, dont les deux tiers sont des 
vignerons coopérateurs (pour un tiers de la production).
L'exportation des vins de Bergerac, en 2010, concernait plus de 15 % de la production essentiellement vers l'Europe du Nord.
Les viticulteurs et les négociants se sont regroupés dès le milieu du XXe siècle dans une structure interprofessionnelle chargée du développement et de la promotion de leurs vins.